# Danh sách di sản văn hóa Tây Ban Nha được quan tâm ở Sant Llorenç des Cardassar
Danh sách di sản văn hóa Tây Ban Nha được quan tâm ở Sant Llorenç des Cardassar.
| Tên                                                     | Dạng                        | Địa điểm                               | Tọa độ                                        | Số hồ sơ tham khảo? | Ngày nhận danh hiệu? | Hình ảnh                        |
| ------------------------------------------------------- | --------------------------- | -------------------------------------- | --------------------------------------------- | ------------------- | -------------------- | ------------------------------- |
| Lâu đài Amer                                            | Di tích Kiến trúc phòng thủ | San Lorenzo de Cardessar Punta de Amer | 39°34′48″B 3°23′46″Đ / 39,579985°B 3,396095°Đ | RI-51-0008495       | 30-11-1993           | Castillo de Amer · Upload image |
| Na Penyal                                               | Di tích Khảo cổ học         | San Lorenzo de Cardessar               | 39°36′11″B 3°21′51″Đ / 39,60293°B 3,364072°Đ  | RI-51-0002854       | 10-09-1966           | Upload image                    |
| Na Pol                                                  | Di tích Khảo cổ học         | San Lorenzo de Cardessar               | 39°34′49″B 3°22′01″Đ / 39,580395°B 3,366865°Đ | RI-51-0002857       | 10-09-1966           | Na Pol · Upload image           |
| Pou Colomer d'en Gallina                                | Di tích Khảo cổ học         | San Lorenzo de Cardessar               | 39°40′08″B 3°15′11″Đ / 39,669026°B 3,253071°Đ | RI-51-0002866       | 10-09-1966           | Upload image                    |
| Pou Colomer Vell                                        | Di tích Khảo cổ học         | San Lorenzo de Cardessar               | 39°39′46″B 3°15′27″Đ / 39,6628°B 3,257362°Đ   | RI-51-0002867       | 10-09-1966           | Upload image                    |
| Ses Serres                                              | Di tích Khảo cổ học         | San Lorenzo de Cardessar               |                                               | RI-51-0002864       | 10-09-1966           | Upload image                    |
| Son Pocapalla                                           | Di tích Khảo cổ học         | San Lorenzo de Cardessar               | 39°35′51″B 3°16′47″Đ / 39,597576°B 3,27961°Đ  | RI-51-0002876       | 10-09-1966           | Upload image                    |
| Talayote d'en Tengo                                     | Di tích Khảo cổ học         | San Lorenzo de Cardessar               | 39°38′09″B 3°15′22″Đ / 39,635862°B 3,255992°Đ | RI-51-0002853       | 10-09-1966           | Upload image                    |
| Castillo. Nhà labor Ca N'Amer (Edificación fortificada) | Di tích                     | San Lorenzo de Cardessar               |                                               | RI-51-0008496       | 30-11-1993           | Upload image                    |
| Na Cagalls                                              | Di tích                     | San Lorenzo de Cardessar               |                                               | RI-51-0002885       | 10-09-1966           | Upload image                    |
| Can Gallego                                             | Di tích                     | San Lorenzo de Cardessar               |                                               | RI-51-0002873       | 10-09-1966           | Upload image                    |
| Can Pujades                                             | Di tích                     | San Lorenzo de Cardessar               |                                               | RI-51-0002875       | 10-09-1966           | Upload image                    |
| Can Roig                                                | Di tích                     | San Lorenzo de Cardessar               |                                               | RI-51-0002852       | 10-09-1966           | Upload image                    |
| Castellot Na Perdiu                                     | Di tích                     | San Lorenzo de Cardessar               |                                               | RI-51-0002863       | 10-09-1966           | Upload image                    |
| Es Castellets                                           | Di tích                     | San Lorenzo de Cardessar               |                                               | RI-51-0002846       | 10-09-1966           | Upload image                    |
| Es Castellot                                            | Di tích                     | San Lorenzo de Cardessar               |                                               | RI-51-0002874       | 10-09-1966           | Upload image                    |
| Es Pa Nadal                                             | Di tích                     | San Lorenzo de Cardessar               |                                               | RI-51-0002847       | 10-09-1966           | Upload image                    |
| Es Porrassar                                            | Di tích                     | San Lorenzo de Cardessar               |                                               | RI-51-0002870       | 10-09-1966           | Upload image                    |
| Es Puig                                                 | Di tích                     | San Lorenzo de Cardessar               |                                               | RI-51-0002877       | 10-09-1966           | Upload image                    |
| Es Puig                                                 | Di tích                     | San Lorenzo de Cardessar               |                                               | RI-51-0002879       | 10-09-1966           | Upload image                    |
| Es Puig                                                 | Di tích                     | San Lorenzo de Cardessar               |                                               | RI-51-0002881       | 10-09-1966           | Upload image                    |
| Es Puig Verd Sa Mola                                    | Di tích                     | San Lorenzo de Cardessar               |                                               | RI-51-0002848       | 10-09-1966           | Upload image                    |
| Es Turò                                                 | Di tích                     | San Lorenzo de Cardessar               |                                               | RI-51-0002878       | 10-09-1966           | Upload image                    |
| Infern Vell                                             | Di tích                     | San Lorenzo de Cardessar               |                                               | RI-51-0002861       | 10-09-1966           | Upload image                    |
| Ladera Meridional Na Penyal                             | Di tích                     | San Lorenzo de Cardessar               |                                               | RI-51-0002855       | 10-09-1966           | Upload image                    |
| Llucamar                                                | Di tích                     | San Lorenzo de Cardessar               |                                               | RI-51-0002862       | 10-09-1966           | Upload image                    |
| Marina Sa Punta                                         | Di tích                     | San Lorenzo de Cardessar               |                                               | RI-51-0002850       | 10-09-1966           | Upload image                    |
| Na Britzola                                             | Di tích                     | San Lorenzo de Cardessar               |                                               | RI-51-0002849       | 10-09-1966           | Upload image                    |
| Puig Des Tresor, Es                                     | Di tích                     | San Lorenzo de Cardessar               |                                               | RI-51-0002868       | 10-09-1966           | Upload image                    |
| Puig Vert                                               | Di tích                     | San Lorenzo de Cardessar               |                                               | RI-51-0002872       | 10-09-1966           | Upload image                    |
| Punta, Sa                                               | Di tích                     | San Lorenzo de Cardessar               |                                               | RI-51-0002869       | 10-09-1966           | Upload image                    |
| Sa Marina Vella                                         | Di tích                     | San Lorenzo de Cardessar               |                                               | RI-51-0002883       | 10-09-1966           | Upload image                    |
| Sa Muntanyeta                                           | Di tích                     | San Lorenzo de Cardessar               |                                               | RI-51-0002880       | 10-09-1966           | Upload image                    |
| Sa Talaieta                                             | Di tích                     | San Lorenzo de Cardessar               |                                               | RI-51-0002865       | 10-09-1966           | Upload image                    |
| Sa Talaieta                                             | Di tích                     | San Lorenzo de Cardessar               |                                               | RI-51-0002884       | 10-09-1966           | Upload image                    |
| Ses Cases                                               | Di tích                     | San Lorenzo de Cardessar               |                                               | RI-51-0002859       | 10-09-1966           | Upload image                    |
| Ses Cases Noves, Na Gatera                              | Di tích                     | San Lorenzo de Cardessar               |                                               | RI-51-0002882       | 10-09-1966           | Upload image                    |
| Ses Pedreres                                            | Di tích                     | San Lorenzo de Cardessar               |                                               | RI-51-0002858       | 10-09-1966           | Upload image                    |
| Ses Pedreres                                            | Di tích                     | San Lorenzo de Cardessar               |                                               | RI-51-0002871       | 10-09-1966           | Upload image                    |
| Tancat Sa Torre                                         | Di tích                     | San Lorenzo de Cardessar               |                                               | RI-51-0002856       | 10-09-1966           | Upload image                    |